# Petrus Bosman
Petrus Bosman, né en 1928 à Kuilsrivier et mort le 19 juillet 2008, est un danseur de ballet, professeur, chorégraphe et répétiteur sud-africain, ayant travaillé en Angleterre, en France et aux États-Unis.

## Biographie

### Jeunesse et formation
Jan Petrus Bosman naît à Kuilsrivier, une ville de la province du Cap-Occidental. Ses parents sont Afrikaners, mais le jeune Petrus est à la pratique courante de l'anglais autant que de l'afrikaans. Sa famille est liée à Herman Charles Bosman (1905 -1951), largement admiré en tant que journaliste, poète et auteur. Également d'origine afrikaner, il est célèbre comme nouvelliste en anglais. Comme son célèbre parent, Petrus Bosman s'intègre facilement dans la communauté culturelle anglophone du Cap, à seulement quelques kilomètres à l'ouest de sa ville natale. Adolescent, il s'inscrit à des cours à l'école de ballet de l'Université du Cap, où il est formé par Dulcie Howes et Cecily Robinson. En 1949, alors qu'il a 21 ans, il se rend à Londres et poursuit ses études avec Anna Northcote (également connue sous le nom d'Anna Severskaïa) dans son studio de West Street. Là, elle lui transmet la technique classique qu'elle a apprise de ses propres professeurs : Margaret Craske, Nikolaï Legat et Olga Preobrajenska.

### Carrière d'interprète
En 1951, à 23 ans, Bosman rejoint le Festival Ballet, fondé l'année précédente par Alicia Markova et Anton Dolin, pour célébrer le Festival national de Grande-Bretagne, qui se tient au cours de l'été. Avec cette jeune compagnie ambitieuse (plus tard appelée London Festival Ballet, puis English National Ballet), il danse dans les villes de toute l'Angleterre au cours des huit années suivantes, apparaissant dans de nombreux rôles vedettes du répertoire et remportant un succès particulier en tant que Golden Slave dans une production élaborée de Shéhérazade de Michel Fokine. Il danse également les trois principaux rôles masculins dans Petrouchka de Fokine : le rôle-titre, le Maure, et le Charlatan, le vieux magicien qui présente le spectacle de marionnettes qui raconte l'amour non partagé de Petrouchka pour la ballerine.
En 1959, Bosman quitte le London Festival Ballet pour rejoindre le Royal Ballet en tant que soliste, le premier danseur à le faire sans avoir fréquenté la prestigieuse Royal Ballet School. Au début de ses dix-huit ans au sein de la compagnie, il gravit rapidement les échelons pour atteindre le statut de danseur étoile. Il est connu pour ses rôles classiques dans Giselle, La Belle au bois dormant et Casse-Noisette ainsi que pour des rôles romantiques comme le Poète dans Les Sylphides . Dans Les Rendezvous de Frederick Ashton, il s'associe à Merle Park dans une chorégraphie qui est un défi pour eux deux. Dans L'Oiseau de feu de Fokine, il incarne le sorcier Koschei l'Immortel qui garde son âme dans un œuf magique ; et dans The Lady and the Fool de John Cranko, il joue Moondog, le clown insensé dont The Lady tombe amoureuse. Il excelle également dans les rôles de personnages travestis, jouant Carabosse dans La Belle au Bois Dormant, la Veuve Simone dans La Fille Mal Gardée et une Sœur Laide dans Cendrillon.
Pendant ses années à Londres, Bosman dirige des danseurs pour des performances aux festivals de Chichester et d'Aldeburgh et produit une série de neuf galas de charité parrainés par des membres de la famille royale. Travaillant en étroite collaboration avec la princesse Margaret, il met en scène des performances scintillantes plaçant en vedette des stars de la scène du ballet telles que Margot Fonteyn, Rudolf Noureev, Merle Park, Antoinette Sibley, Anthony Dowell, Johaar Mosaval, lui-même et d'autres notables du monde de la danse. Pour ses contributions aux œuvres caritatives britanniques, Bosman est invité à faire partie des invités honorés par la reine Elizabeth II lors d'un déjeuner au palais de Buckingham.
Bosman retourne en Afrique australe à titre professionnel au moins quatre fois au cours de son mandat au Royal Ballet. En 1955, il retourne au Cap pour mettre en scène, produire et jouer dans Petrouchka pour le ballet de l'Université du Cap. En 1969, il apparaît comme artiste invité avec le Ballet PACT à Johannesbourg et en 1970, il fait une tournée en Rhodésie (aujourd'hui le Zimbabwe) dans une série de performances avec Merle Park, originaire de Salisbury. En 1973, il revient à nouveau au Cap pour mettre en scène Petrouchka pour le Ballet CAPAB. Son apparition dans le rôle-titre constitue sa performance d'adieu en tant que danseur.

### Dernières années
Lorsqu'il prend sa retraite en tant qu'interprète, Bosman enseigne à l'École supérieure de danse de Cannes de Rosella Hightower, sur la Côte d'Azur. Là-bas, il forme une compagnie basée sur les installations de l'école, le Jeune Ballet de France, Côte d'Azur, et effectue avec elle des tournées à l'étranger en Australie, à Singapour, en Chine, en Corée du Sud et en Suisse.
Il s'installe aux États-Unis en 1977, pour rejoindre l'équipe artistique du Maryland Ballet à Baltimore. Lorsque cette société est dissoute après un incendie, il devient directeur des relations publiques pour le programme des arts culturels de la ville. En tant que chorégraphe et répétiteur indépendant, Bosman monte des ballets du répertoire du Royal Ballet ainsi que ses propres œuvres originales pour plusieurs compagnies américaines. Ses productions de Coppélia, LeLac des Cygnes, Les Patineurs et Les Rendez-vous ont été interprétées par la Lake Charles Civic Ballet Company, le Pittsburgh Ballet, le Pennsylvania Ballet, le Virginia Ballet Theatre et le Milwaukee Ballet, entre autres.
Il est maître de ballet pour Ballet West à Salt Lake City, dans l'Utah, et enseigne comme professeur invité dans de nombreuses autres écoles et compagnies à travers le pays. Ses derniers postes dans le domaine de la danse sont celui de directeur artistique de la Virginia School of the Arts, à Lynchburg, et de professeur adjoint de danse au Sweet Briar College voisin. Au cours de ses dix-sept années à Lynchburg, sa sensibilité artistique et ses fortes capacités pédagogiques touchent de nombreux membres de la communauté locale.
Bosman reste à la Virginia School of the Arts jusqu'à sa retraite à la fin de l'année 2006, date à laquelle il a été honoré du titre de directeur artistique émérite. Alors qu'il travaille comme professeur invité à la Jordan Academy of Dance de l'Université Butler à Indianapolis, dans l'Indiana, il est victime d'une crise cardiaque et décède à l'âge de 80 ans.